# Риста Цветковић
Риста Цветковић Божинче је био Врањанац који је 1878. године скупио (Скопље, Велес, Тиквеш) на једној молби 5000 потписа и 800 општинских печата, за придружење тих крајева Србији. 
Било је то у вријеме бугарске пропаганде у Македонији и Старој Србији. Молбе су углавном упућиване кнезу Милану и цару Александру II, али и на адресу европских дипломата и султана. Турска власт и бугарско свештенство се свим силама трудило да осујети тај посао прикупљања потписа. 
По Спиридону Гопчевићу, потказан од славенофилских (руских) агената снашла га је страшна смрт (раскомандан је, рашчеречен). Турци приковаше четири дијела његова тијела, заједно са молбом, поцјепаном на четири комада, на четири стуба с обје стране пута. Најсрамније од свега је било што српска влада није одобрила ни 360 динара, колико је захтјевала врањска сиротињска каса, за биједну сирочад мученикову. Убијен је 16. јуна 1878. године. 
У једној од каснијих молби за сједињење са Србијом, молба је имала преко 50 општинских печата али ни једног потписа. Разлог је био страх јер је похапшено 250 људи из Скопља који су потписали Божинчетову молбу, а само их је 50 изашло живих из тамнице. 